# Orexin
Az orexin vagy más néven hipokretin egy neuropeptid, mely elszórtan termelődik az oldalsó hipothalamikus  területeken. Hatását csak akkor fejti ki, ha két G-protein kapcsolt receptorhoz kötődik, mégpedig két típusú – az orexin-1 és orexin-2 – receptorokhoz. Az orexin receptor gének deléciója vagy másmilyen szignál transzdukciós rendellenességek jellegzetes élettani zavarokat okoznak. Ilyenek az alvás-ébrenlét ciklusának zavara, mely hasonlatos a narkolepszia jelenségköréhez.
Az orexin A és B neuropeptideket (gyakran hipokretin-1 és -2 néven használatosak) először mint endogén receptorokat azonosították. Eredetileg a táplálkozással kapcsolatos hormonként tartották számon, mert a hypothalamus LHA részén fedezték fel. Megfigyelték, hogy szintetikus orexin intracerebroventricularis területre juttatva hasonló magatartásmintázatot vált ki (Edwards, Haynes, Sakurai /1999). Később nyilvánvalóvá vált, hogy összetett funkciója van: vérnyomás- és szívritmus szabályzó hatása mellett a neuroendokrin rendszer működésében is szerepet játszik, beleértve a hypothalamo-hypophysealis (HPA) rendszert (Jászberényi /2000, Sakamoto/ 2004, Samson /2004).

## Receptorai
Az orexin hatásmechanizmusát két receptortípuson keresztül fejti ki, mindkettő G-protein kapcsolt (GPCR) – az orexin-1 és -2 (utóbbi Hcrtr2 néven is ismert). A fehérjék aminosav sorrendjének, valamint a harmadlagos- és negyedleges szerkezetnek a hasonlósága a két típus (OX1R és OX2R) közt hozzávetőleg 64%. Az OX1R-nek nagyobb affinitása mutatkozik az orexin-A-hoz, mint a B-hez. Másrészt az OX2R-nek szinte ugyanolyan affinitása van mindkét hatóanyaggal szemben. (Sakurai / 1998).

## Orexin neuronok

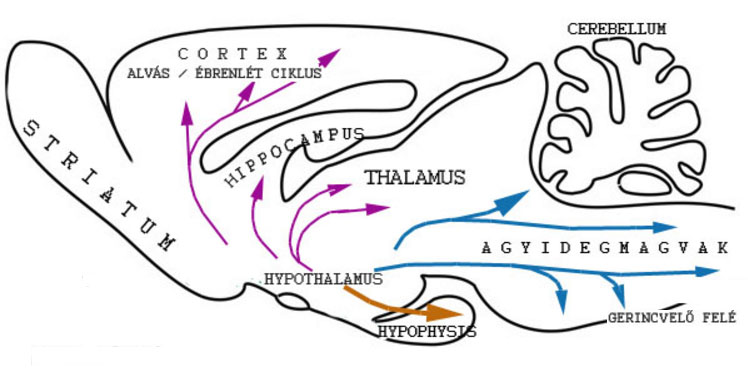
Orexinerg idegi kapcsolatok patkányagyban

Elszórtan találhatók a már említett LHA régióban, emellett kiterjedt projekciókat juttatnak keresztül az agy teljes részén, leszámítva a kisagyat. Ez az autonóm jelleg arra enged következtetni, hogy az orexin típusú idegi hálózatok többrétű feladatkört láthatnak el. Jellegzetes orexin-immunoreaktív idegvégződéseket találni az agyidegmagvakban (raphe) és a tuberomammillaris magban (TMN).
Az orexin típusú neuronok továbbá dinorfin, galanin, prolaktin és glutamát receptorokat is tartalmaznak. Mindazonáltal megfigyelhető, hogy glutaminsav dekarboxiláz (GDA) enzimet nem termelnek, ami azt bizonyítja, hogy valószínűleg nem GABA-erg neuronokról van szó (Rosin/ 2003). Az OX1R és OX2R expressziója részleges de határozott átfedést mutat, jellegzetes mintázatokkal. Az OX1R a prefrontalis régióban, a hippocampusban, az elülső hypothalamikus részekben, a tegmentumban expresszálódik (Lu, Marcus /2001). Az OX1R nem csak a központi idegrendszerben, hanem a perifériális szövetekben is – mint a vesék, urogenitális szervekben és a jejunumban is – termelődik. Az OX2R ugyanakkor tüdőben és az agyalapi mirigyben azonosítható.

## Kapcsolata a narkolepsziával
Ismert, hogy az LHA – ahol az orexin típusú idegsejtek is megtalálhatók – jórészt a táplálékfelvétellel és a homeosztázissal kapcsolatos funkciókban játszik szerepet. Egerekkel végzett kísérletek azt mutatták, hogy az orexin emelkedett szintje nappal táplálkozási ingert váltott ki. (Edwards, Haynes / 2000). Mindazonáltal kiderült, hogy genetikailag módosított egerek orexin-elválasztása narkolepsziás tüneteket váltott ki. Embernél hasonló természetesnek mondható viselkedés – amely az álom-ébrenlét ciklusának zavarát jelenti – a serdülőkorban alakulhat ki. A főbb tünet a hosszan tartó alvási ciklus és a szokatlan, cikluson kívüli időpontban jelentkező álmosság. Fokozottabb stádiumban az ilyen betegek gyakran katalepsziás tüneteket is mutatnak, mely a bilaterális izomtónus hirtelen gyengülése.
Azon egerek, amelyekben a prepro-orexin gén hiányzik, illetve ahol az OX2R mutációt szenvedett, jellemzően hasonló fenotípust mutatnak, mint a narkolepsziában szenvedő egyének. Jóllehet tanulmányokból kiderült, hogy a prepro-orexin knock-out illetve transzgénikus egerekben narkolepsziás fenotípusokat eredményezett, az alvás-ébrenléti ciklus fragmentációjával. Embernél a narkolepsziás egyének posztmortem vizsgálata azt mutatta, hogy a LHA idegsejtjeinek száma drasztikusan csökkent. Ezenfelül a cerebropsinalis folyadékban az orexin peptidek aránya a detektálhatósági szint alá zuhant.  (Nishino, Peyron / 2000). Mindezek csak megerősítik, hogy az orexin-rendszer a fentebb leírt élettani folyamatokban valóban esszenciális jellegű.

## Az orexin szerepe a perifériális szövetekben
Néhány kutatás megerősítette, hogy az orexin hatással van a c-Fos – egy neuronális marker – aktivációjára a neuroendokrin rendszer és az autonóm idegrendszer  elemeiben. Magas dózisú orexin beadása kísérleti állatoknál a vér noradrenalin koncentrációjának emelkedését indukálta. A vizsgálati eredmények azt sugallják, hogy ilyen módon az a szimpatikus idegi tónust növeli. Az autonóm idegi válaszért elsősorban az orexin A receptor felelős, jóval nagyobb mértékben mint a B. Az OX1R szelektív antagonista ezzel párhuzamosan csökkenti a vérnyomás emelkedés és szívritmus fokozódás szimpatikus hatásait. Az orexin knockout egerek vérnyomása mintegy 15 Hgmm-rel volt alacsonyabb, mint a vad típusé (Kayaba, 2004).